# Camila Pitanga
Camila Manhães Sampaio, née le 14 juin 1977 à Rio de Janeiro, est une actrice brésilienne.

## Filmographie

### Télévision
- 1993 : Sex Appeal : Vilma
- 1993 : Fera Ferida : Teresinha Fronteira
- 1995 : A Próxima Vítima : Patrícia Noronha
- 1996 : Malhação : Alex
- 1998 : Pecado Capital : Ritinha
- 1999 : Você Decide
- 2000 : Brava Gente : Elisa
- 2000 : A Invenção do Brasil : Catarina Paraguaçu
- 2001 : Porto dos Milagres : Esmeralda
- 2002 : Pastores da Noite : Marialva
- 2002 : A Grande Família : Marina
- 2003 : Mulheres Apaixonadas : Luciana Rodrigues Ribeiro Alves
- 2005 : Belíssima : Mônica Santana
- 2005 : Quem Vai Ficar com Mário? : Diana
- 2007 : Paraíso Tropical : Francisbel dos Santos Batista (Bebel)
- 2008 : Faça Sua História : Cherry Davis
- 2008 : Som Brasil
- 2009 : Cama de Gato : Rosenilde Pereira (Rose)
- 2010 : A Grande Família : Marina
- 2011 : Passions mortelles (Insensato Coração) : Carol
- 2011 : A Grande Família : Kelly
- 2012 : Lado a Lado : Isabel
- 2015 : Babilônia : Regina Rocha

### Cinéma
- 2014 : Rio, I Love You (Rio, Eu Te Amo), film à sketches brésilien, segment « Quando não há Mais Amor » de John Turturro (court-métrage)